# Strass (film)
Pour les articles homonymes, voir Strass (homonymie).
Strass est un film documentaire belge du mouvement Dogme95, de Vincent Lannoo, sorti en festival en 2001 et en salles le 14 août 2002.
 

## Fiche technique
- Monteuse : Frédérique Broos
- Dates de sortie :
  -  Allemagne : 8 novembre 2001 ( Festival international du film de Mannheim )
  -  États-Unis : 16 janvier 2002 (Festival international du film de Palm Springs)
  -  Corée du Sud : 29 avril 2002 (Festival international du film de Jeonju)
  -  France : 14 août 2002
  -  Belgique : 25 septembre 2002

## Distribution
- Carlo Ferrante
- Hélène Ramet
- Pierre Lekeux acteur/producteur[2]
- Lionel Bourguet[3]